# Devonport (Austrália)
Devonport é uma cidade situada na costa noroeste da Tasmânia.

## História
Durante a década de 1850, os assentamentos das cidades de Formby e Torquay foram estabelecidos em margens opostas na foz do rio Mersey. Torquay era a maior comunidade com a polícia, correios, magistrado, ao menos três hotéis, estaleiros e lojas.
Entre 1870-1880 a indústria naval cresceu e foi realizado um trabalho para aprofundar a foz do rio.
Quando a foz do rio pôde suportar a indústria naval, os primeiros serviços regulares vapor começaram a operar diretamente entre os rios Mersey e Melbourne.
Em 1889, a construção do Farol Bluff foi concluída e na virada do século a ferrovia fez uma diferença significativa para a comunidade de Formby. Ele combinou um terminal ferroviário e instalações portuárias, tudo no mesmo lugar. Um cais foi criado no oeste da cidade, perto de armazéns e situado na zona do cais principal.
Em 1890, uma votação pública uniu Torquay, Formby e os assentamentos, tornando-se a cidade de Devonport.

## Governo
Steve Martin foi eleito, em 2011, prefeito da cidade de Devonport. Há 12 vereadores que regem o Conselho Municipal da cidade.

## Transporte
Terminal Marítimo
Devonport tem um terminal de balsas no "Espírito da Tasmânia" (em inglês Spirit of Tasmania)
Aeroporto de Devonport
O Aeroporto de Devonport está localizado a aproximadamente 7 km ao leste da cidade de Devonport, cerca de 15 min de carro. O aeroporto recebe aviões Bombardier Dash 8, operados por QantasLink, com quatro serviços diários para Melbourne, em Victoria.
Transporte urbano
Existem várias empresas de ônibus que operam em Devonport. Os usuários de transporte público devem estar cientes de que os serviços de ônibus de Devonport são limitados aos sábados e não há serviços em domingos ou feriados.